# 北伊予站
北伊予站（日语：／ Kitaiyo eki */?）是位於日本愛媛縣伊予郡松前町，隸屬於四國旅客鐵道（JR四國）的鐵路車站。車站編號為U02。本站現時只停靠普通列車。
因應松山市進行松山站周邊再發展及改善工程，日後新的松山貨運站及松山運轉所將會搬至本站附近。車站設施亦會提昇，現時2號月台旁將再加建1條路軌，屆時亦會增設3號月台。而車站前後0.5公里路段亦會改為雙軌，以方便回送列車來往松山站及新車廠。

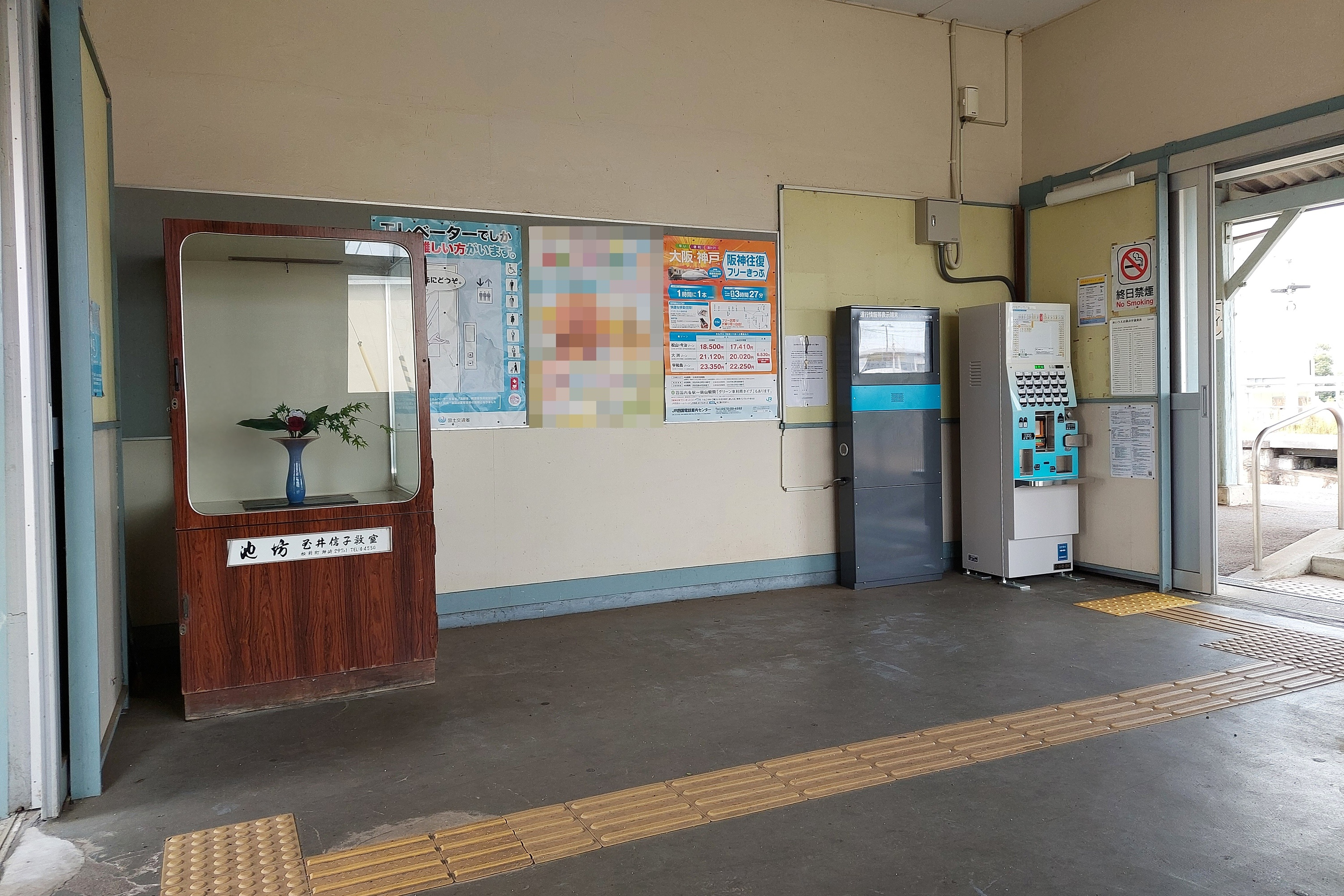
車站內部(2024年4月)

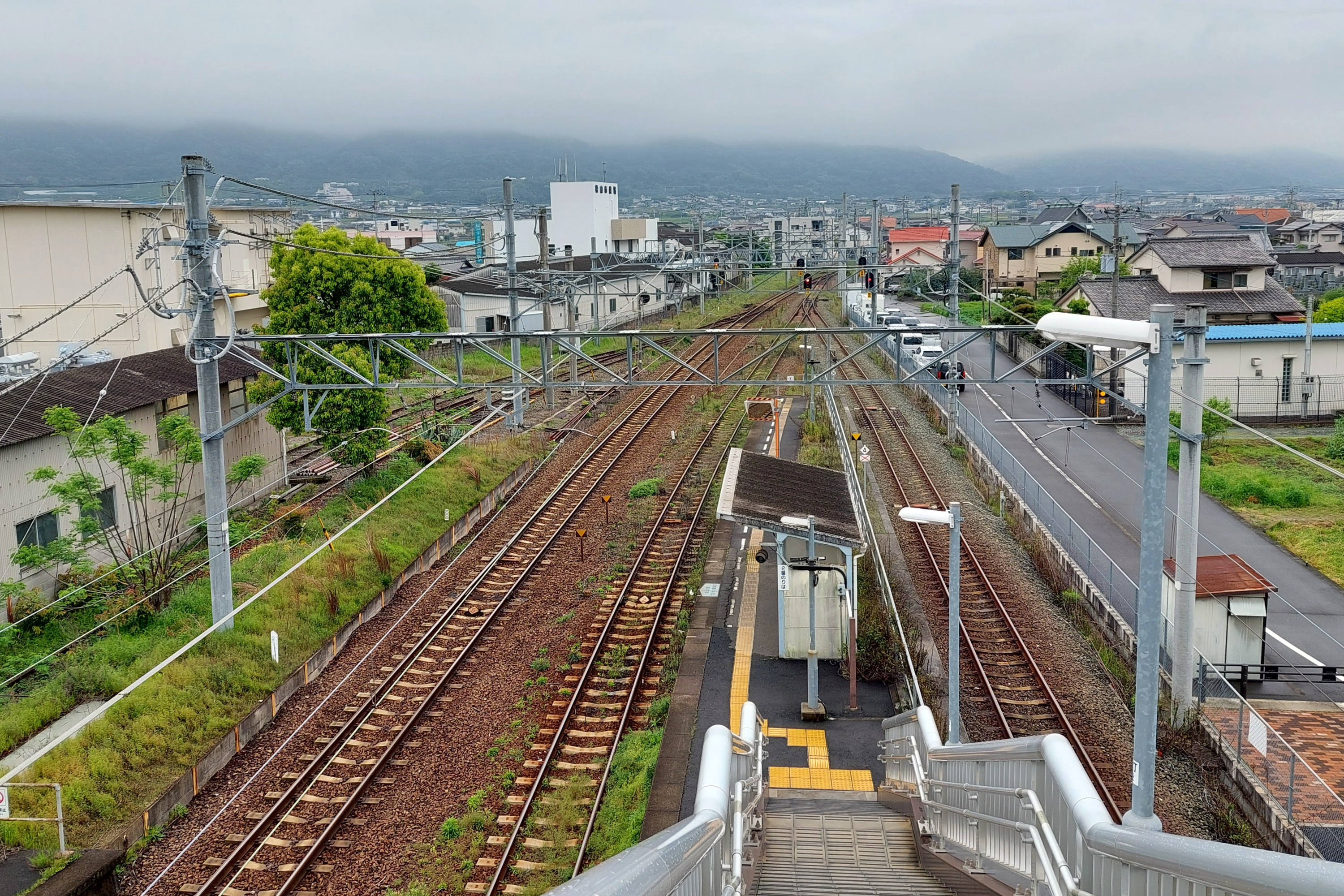
月台全景(2024年4月)

## 所屬路線
四國旅客鐵道
■ 予讚線

## 車站結構

### 站房
本站為木製的單層站房，相比同時期落成啟用的伊予市站站房，規模較小，只設有站務室及候車大堂。隨早於1986年車站無人化以來，站務室現時只用作儲物室用途；候車室內設有自動售票機。本站雖設有洗手間，但位於月台內。

### 月台配置
設有側式月台2個，提供2面2線的配置。另外2號月台旁邊亦有一條側線軌道，可供當兩邊月台都有列車停車時，通過列車可以使用此路軌。由於2號月台向側線方的月台邊早已架起圍欄，側線列車不能停車在此上落，乘客亦不能在側線方向上落。
1號月台主軌道，供上下行特急列車通過，亦是上下行普通列車的停靠站。末端往伊予市方向設有保線用路軌、緊急轉轍器及舊車庫（車庫現時並不能連接至緊急路軌），亦遺留舊有貨物車廂上落處。2號月台則多於列車交換時才使用，現時安排了約半數的下行列車及5班上行列車停靠2號月台。有效長度為4輛。月台中央部份設有蓋候車亭及座椅，而兩邊月台則以行人天橋連接。
| 月台 | 路線    | 方向 | 目的地                               |
| ---- | ------- | ---- | ------------------------------------ |
| 1、2 | ■予讚線 | 下行 | 伊予市、伊予大洲、八幡濱、宇和島方向 |
| 1、2 | ■予讚線 | 上行 | 松山、伊予北條方向                   |

## 相鄰車站
四國旅客鐵道（JR四國）
■予讚線
特急「宇和海」、觀光列車
通過
普通
市坪（U01）－北伊予（U02）－南伊予（U02-1）

## 外部連結
- 四國旅客鐵道北伊予站官方發車時間表。（页面存档备份，存于） （日語）